# Matthias Witt
 Matthias Witt (* 14. September 1951 in Hamburg) ist ein deutscher Politiker (CDU), ehemaliges Mitglied der Hamburgischen Bürgerschaft und Wirtschaftsprüfer.

## Leben
Matthias Witt machte sein Abitur an der Gelehrtenschule des Johanneums. Er studierte an der Universität Hamburg Betriebswirtschaftslehre und Rechtswissenschaften. Während des Studiums und daran anschließend war er für eine Wirtschaftsprüferkanzlei und die Commerzbank AG tätig.
Nach Abschluss seines Steuerberaterexamens 1982 gründete Matthias Witt mit Peter Roggelin, Thomas Wülfing und dem späteren Hamburger Bürgermeister Ole von Beust in Hamburg eine Steuerberater- und Rechtsanwaltssozietät. 1988 legte er die Prüfung zum vereidigten Buchprüfer ab. 1996 wurde er nach erfolgreichem Examen zum Wirtschaftsprüfer bestellt.
Matthias Witt war Partner der Sozietät „WRD Witt Roschowski Dieckert“ mit Sitz in Hamburg, Berlin, Schwerin, Dresden und Frankfurt am Main. Seit 2016 ist Matthias Witt Inhaber und Geschäftsführer der Kanzlei „Witt – Wirtschaftsprüfer, Rechtsanwälte und Steuerberater“. Er ist Vorsitzender des Aufsichtsrates der FenderTeam AG, Hamburg, Vorsitzender des Beirates der Hellersdorf I GBR und Mitglied im Aufsichtsrat der f & w fördern und wohnen AöR.
Matthias Witt ist Mitglied der Deutsch-Französischen Gesellschaft „Cluny“ und im Norddeutschen Regattaverein (NRV).
Matthias Witt hat vier Kinder.

## Politik
Witt engagiert sich politisch in der CDU. 1977 wurde er zum stellvertretenden Landesvorsitzenden der Jungen Union gewählt. Zwei Jahre später kandidierte er aus beruflichen Gründen nicht wieder. Er war von 1984 bis 1988 Vorsitzender des CDU-Ortsverbandes Winterhude. Er ist Rechnungsprüfer und Mitglied der Finanzkommission der CDU Hamburg. 1990 wurde er zum stellvertretenden Kreisvorsitzenden der CDU im Bezirk Hamburg-Nord gewählt.
Von 1974 bis 1979 gehörte Witt der Bezirksversammlung im Bezirk Hamburg-Nord an. Vor der Wahl in die Hamburgische Bürgerschaft war er Deputierter der Finanz- und Justizbehörde der Stadt Hamburg. Er gehörte der Hamburgischen Bürgerschaft von 1978 bis 1993 an. In der 14. Wahlperiode war er Fraktionssprecher der CDU-Fraktion für Vermögen und öffentliche Unternehmen und Mitglied im gleichnamigen Ausschuss.

## Veröffentlichungen
- mit Michael Eßig: Öffentliche Logistik : Supply Chain Management für den öffentlichen Sektor, Gabler, Wiesbaden, 2009, ISBN 978-3-8349-0781-3